# Tournoi de clôture du championnat d'Argentine de football 1993
Navigation
Tournoi précédent Tournoi suivant
Le tournoi de clôture de la saison 1993 du Championnat d'Argentine de football est le second tournoi semestriel de la 63e édition du championnat de première division en Argentine. Les vingt équipes sont regroupées au sein d'une poule unique où elles affrontent une fois chacun de leurs adversaires. Un classement cumulé sur les trois dernières années permet de déterminer les deux équipes reléguées à l'issue du tournoi.
C'est le club de Velez Sarsfield qui remporte le tournoi après avoir terminé en tête du classement final, avec trois points d'avance sur le CA Independiente et quatre sur le River Plate. C'est le 2e titre de champion d'Argentine de l'histoire du club après celui remporté en 1968.

## Qualifications continentales
Le vainqueur du tournoi Clôture est automatiquement qualifié pour la Copa Libertadores 1994 où il rejoint le vainqueur du tournoi Ouverture. Le classement cumulé des tournois Ouverture et Clôture permet de désigner les trois clubs qualifiés pour la prochaine édition de la Copa CONMEBOL.

## Les clubs participants
| \| Buenos Aires La Plata Rosario Córdoba Tucumán Corrientes \| Villes représentées lors de la saison 1992-1993 |
| Buenos Aires La Plata Rosario Córdoba Tucumán Corrientes                                                       |

- Argentinos Juniors
- Gimnasia y Esgrima (La Plata)
- Talleres (Córdoba)
- Rosario Central
- Belgrano (Córdoba)
- Boca Juniors
- Ferro Carril Oeste
- Estudiantes (La Plata)
- Deportivo Español
- Independiente
- Newell's Old Boys (Rosario)
- Platense
- Racing Club
- San Lorenzo de Almagro
- Deportivo Mandiyú (Corrientes)
- Huracán
- River Plate
- Vélez Sársfield
- Lanús
- San Martín (Tucumán)

## Compétition
Le barème utilisé pour établir le classement est le suivant :
- Victoire : 3 points
- Match nul : 1 point
- Défaite : 0 point

### Classement
| Rang | Équipe                         | Pts | J  | G  | N  | P  | Bp | Bc | Diff |
| ---- | ------------------------------ | --- | -- | -- | -- | -- | -- | -- | ---- |
| 1    | Vélez Sársfield                | 27  | 19 | 10 | 7  | 2  | 23 | 7  | +16  |
| 2    | Independiente                  | 24  | 19 | 6  | 12 | 1  | 23 | 14 | +9   |
| 3    | River Plate                    | 23  | 19 | 10 | 3  | 6  | 33 | 21 | +12  |
| 4    | San Lorenzo de Almagro         | 22  | 19 | 8  | 6  | 5  | 27 | 19 | +8   |
| 5    | Deportivo Español              | 22  | 19 | 9  | 4  | 6  | 24 | 18 | +6   |
| 6    | Rosario Central                | 21  | 19 | 6  | 9  | 4  | 25 | 19 | +6   |
| 7    | Boca JuniorsT                  | 21  | 19 | 6  | 9  | 4  | 23 | 18 | +5   |
| 8    | Racing Club                    | 21  | 19 | 9  | 3  | 7  | 22 | 17 | +5   |
| 9    | Huracán                        | 21  | 19 | 7  | 7  | 5  | 24 | 23 | +1   |
| 10   | Argentinos Juniors             | 19  | 19 | 3  | 13 | 3  | 12 | 12 | 0    |
| 11   | Gimnasia y Esgrima (La Plata)  | 19  | 19 | 5  | 9  | 5  | 14 | 15 | -1   |
| 12   | Deportivo Mandiyú (Corrientes) | 19  | 19 | 5  | 9  | 5  | 19 | 22 | -3   |
| 13   | Estudiantes (La Plata)         | 18  | 19 | 5  | 8  | 6  | 23 | 20 | +3   |
| 14   | Belgrano (Córdoba)             | 18  | 19 | 4  | 10 | 5  | 13 | 22 | -9   |
| 15   | Lanús                          | 17  | 19 | 3  | 11 | 5  | 12 | 15 | -3   |
| 16   | Ferro Carril Oeste             | 16  | 19 | 5  | 6  | 8  | 15 | 21 | -6   |
| 17   | Newell's Old Boys (Rosario)    | 15  | 19 | 4  | 7  | 8  | 13 | 19 | -6   |
| 18   | Platense                       | 14  | 19 | 3  | 8  | 8  | 14 | 26 | -12  |
| 19   | San Martín (Tucumán)           | 12  | 19 | 4  | 4  | 11 | 17 | 30 | -13  |
| 20   | Talleres (Córdoba)             | 11  | 19 | 2  | 7  | 10 | 13 | 31 | -18  |

|  | Qualification directe pour la Copa Libertadores 1994 |
|  | T : Tenant du titre                                  |

### Classement cumulé
Un classement cumulé des tournois Ouverture et Clôture permet de déterminer les trois équipes qualifiées pour la Copa CONMEBOL 1993.
| Rang | Équipe                         | Pts | J  | G  | N  | P  | Bp | Bc | Diff |
| ---- | ------------------------------ | --- | -- | -- | -- | -- | -- | -- | ---- |
| 1    | Vélez SarsfieldClo             | 48  | 38 | 18 | 15 | 8  | 46 | 22 | +24  |
| 2    | Boca JuniorsOuv                | 48  | 38 | 16 | 16 | 6  | 47 | 29 | +18  |
| 3    | River Plate                    | 46  | 38 | 20 | 8  | 10 | 61 | 34 | +27  |
| 4    | San Lorenzo de Almagro         | 45  | 38 | 17 | 11 | 10 | 55 | 38 | +17  |
| 5    | Huracán                        | 43  | 38 | 16 | 11 | 11 | 50 | 45 | +5   |
| 6    | Deportivo Español              | 41  | 38 | 16 | 9  | 13 | 43 | 36 | +7   |
| 7    | Independiente                  | 41  | 38 | 11 | 19 | 8  | 38 | 36 | +2   |
| 8    | Rosario Central                | 39  | 38 | 13 | 13 | 12 | 44 | 48 | -4   |
| 9    | Estudiantes (La Plata)         | 38  | 38 | 12 | 14 | 12 | 44 | 34 | +10  |
| 10   | Ferro Carril Oeste             | 38  | 38 | 11 | 16 | 11 | 31 | 30 | +1   |
| 11   | Belgrano (Córdoba)             | 38  | 38 | 11 | 16 | 11 | 35 | 44 | -9   |
| 12   | Lanús                          | 37  | 38 | 11 | 15 | 12 | 34 | 37 | -3   |
| 13   | Deportivo Mandiyú (Corrientes) | 37  | 38 | 10 | 17 | 11 | 40 | 46 | -6   |
| 14   | Racing Club                    | 36  | 38 | 13 | 10 | 15 | 36 | 37 | -1   |
| 15   | Gimnasia y Esgrima (La Plata)  | 34  | 38 | 9  | 16 | 13 | 33 | 42 | -9   |
| 16   | Argentinos Juniors             | 33  | 38 | 6  | 21 | 11 | 29 | 37 | -8   |
| 17   | Talleres (Córdoba)             | 31  | 38 | 8  | 15 | 15 | 31 | 51 | -20  |
| 18   | San Martín (Tucumán)           | 30  | 38 | 10 | 12 | 16 | 35 | 44 | -9   |
| 19   | Platense                       | 28  | 38 | 6  | 16 | 16 | 30 | 47 | -17  |
| 20   | Newell's Old Boys (Rosario)    | 25  | 38 | 7  | 11 | 20 | 25 | 40 | -15  |

|  | Qualification directe pour la Copa Libertadores 1994                                   |
|  | Qualification directe pour la Copa CONMEBOL 1993                                       |
|  | Qualification directe pour la Supercopa Sudamericana 1993                              |
|  | Ouv ; Vainqueur du tournoi d'Ouverture 1992 Clo : Vainqueur du tournoi de Clôture 1993 |

- En plus de sa qualification pour la Copa Libertadores, Boca Juniors est également invité à participer à l'édition 1993 de la Supercopa Sudamericana.

### Table de relégation
Un classement cumulé des trois dernières saisons du championnat permet de déterminer les deux équipes reléguées en Primera B.
| Rang | Équipe                         | Pts   | J   | G | N | P | Bp | Bc | Diff |
| ---- | ------------------------------ | ----- | --- | - | - | - | -- | -- | ---- |
| 1    | Boca JuniorsOuv                | 1,307 | 114 |   |   |   |    |    |      |
| 2    | River Plate                    | 1,280 | 114 |   |   |   |    |    |      |
| 3    | Velez SarsfieldClo             | 1,236 | 114 |   |   |   |    |    |      |
| 4    | San Lorenzo de Almagro         | 1,087 | 114 |   |   |   |    |    |      |
| 5    | Huracán                        | 1,061 | 114 |   |   |   |    |    |      |
| 6    | Independiente                  | 1,026 | 114 |   |   |   |    |    |      |
| 7    | Newell's Old Boys (Rosario)    | 1,026 | 114 |   |   |   |    |    |      |
| 8    | Racing Club                    | 1,008 | 114 |   |   |   |    |    |      |
| 9    | Deportivo Español              | 1,000 | 114 |   |   |   |    |    |      |
| 10   | Ferro Carril Oeste             | 0,991 | 114 |   |   |   |    |    |      |
| 11   | Rosario Central                | 0,982 | 76  |   |   |   |    |    |      |
| 12   | Lanús                          | 0,973 | 38  |   |   |   |    |    |      |
| 13   | Belgrano (Córdoba              | 0,960 | 76  |   |   |   |    |    |      |
| 14   | Deportivo Mandiyú (Corrientes) | 0,947 | 114 |   |   |   |    |    |      |
| 15   | Gimnasia y Esgrima (La Plata)  | 0,947 | 114 |   |   |   |    |    |      |
| 16   | Estudiantes (La Plata)         | 0,929 | 114 |   |   |   |    |    |      |
| 17   | Platense                       | 0,921 | 38  |   |   |   |    |    |      |
| 18   | Argentinos Juniors             | 0,912 | 114 |   |   |   |    |    |      |
| 19   | Talleres (Córdoba)             | 0,850 | 114 |   |   |   |    |    |      |
| 20   | San Martín (Tucumán)           | 0,789 | 38  |   |   |   |    |    |      |

|  | Relégation directe en Primera B Nacional                                               |
|  | Ouv ; Vainqueur du tournoi d'Ouverture 1992 Clo : Vainqueur du tournoi de Clôture 1993 |

## Bilan de la saison
| Championnat d'Argentine de football 1993 |                                                                                              |
| Champion                                 | Velez Sarsfield (2e titre)                                                                   |
| Qualifications continentales             |                                                                                              |
| Copa Libertadores 1994                   | Velez Sarsfield                                                                              |
| Copa CONMEBOL 1993                       | San Lorenzo de Almagro Huracán Deportivo Español                                             |
| Supercopa Sudamericana 1993              | Boca Juniors River Plate Independiente Estudiantes (La Plata) Racing Club Argentinos Juniors |
| Promotions et relégations                |                                                                                              |
| Promus en Primera Division               | Banfield Gimnasia y Tiro (Salta)                                                             |
| Relégués en Primera B Nacional           | Talleres (Córdoba) San Martín (Tucumán)                                                      |